# Old Castle Lachlan

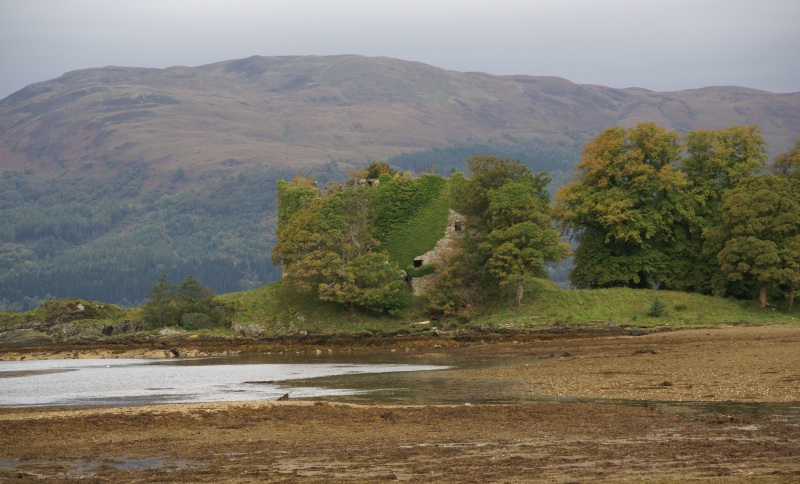
Old Castle Lachlan is gelegen aan de noordzijde van Lachlan Bay.

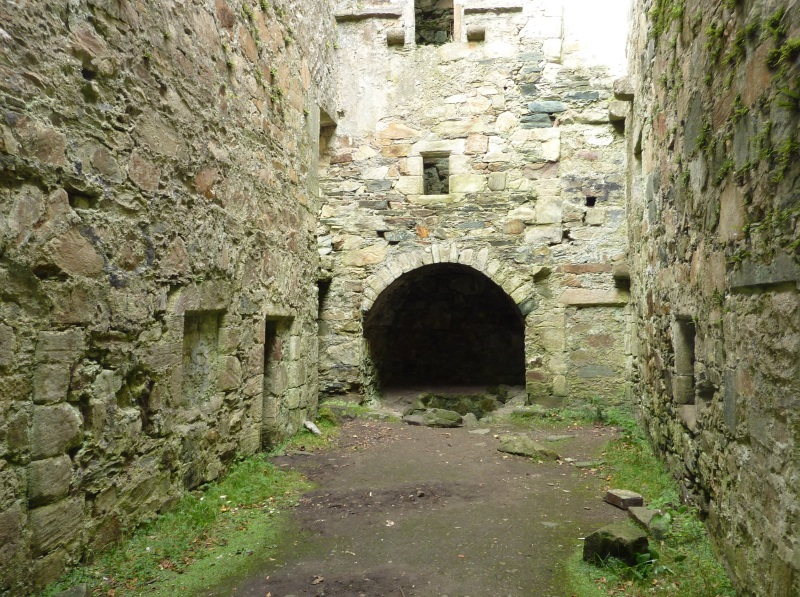
De smalle binnenplaats van het kasteel.

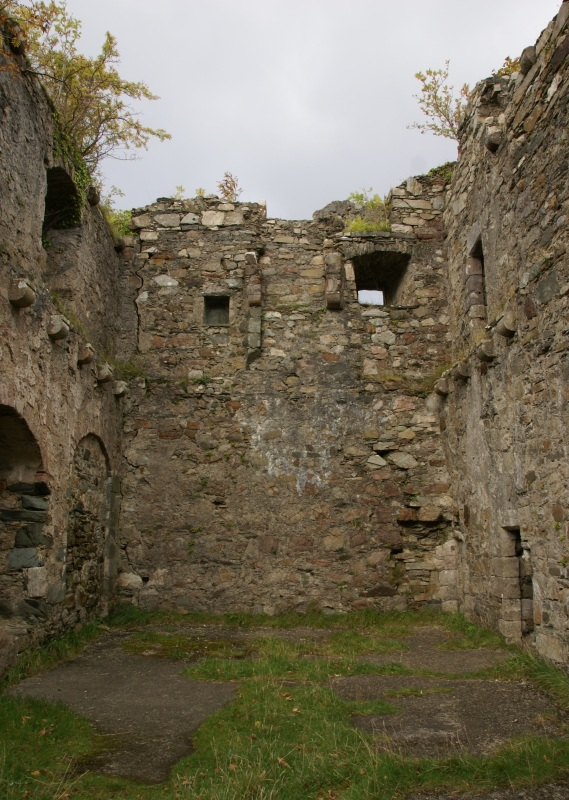
Eerste verdieping van de zuidwestelijke vleugel.

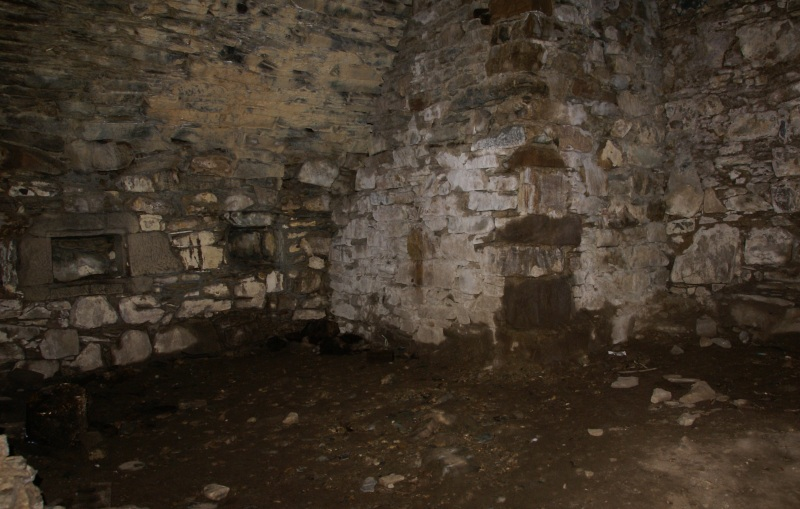
Een van de kelders.

Old Castle Lachlan, ook Castle Lachlan genoemd, is (de ruïne van) een vijftiende-eeuws kasteel, gelegen in Garbhallt, zo'n tien kilometer ten zuidwesten van Strachur, aan de noordzijde van Lachlan Bay, Loch Fyne, in de Schotse regio Argyll and Bute.

## Naamgeving
Old Castle Lachlan betekent het Oude kasteel van de clan Lachlan. Vroeger werd het kasteel simpelweg aangeduid met Castle Lachlan, maar met de bouw van een nieuwe kasteel annex landhuis voor de familie Lachlan aan het eind van de achttiende eeuw kreeg het nieuwe gebouw de naam Castle Lachlan en het oude kasteel de naam Old Castle Lachlan.

## Geschiedenis
Old Castle Lachlan werd in de vijftiende eeuw gebouwd door de MacLachlans, die afkomstig waren uit Ierland waar ze koningen van Ulster waren. De MacLachlans hadden zich in de dertiende eeuw reeds gevestigd rond Loch Fyne. Volgens een document uit 1314 hadden ze in die tijd al een kasteel staan in of bij Lachlan Bay, wellicht op een eiland in de baai.
De Lachlans steunden Robert the Bruce in de Onafhankelijkheidsoorlogen tegen de Engelsen, en stonden op goede voet met de Campbells. De Lachlans waren echter ook Jacobieten en vochten in de Slag bij Killiecrankie in 1689 aan de zijde van Johan Graham van Claverhouse, bijgenaamd Bonnie Dundee. Ze deden eveneens mee aan de opstanden van 1715 en 1745. In 1746 sneuvelde hun clanleider, Lachlan MacLachlan, op het slagveld in de Slag bij Culloden. In deze periode werd het kasteel aangevallen door een oorlogsschip van de koningsgezinden, doch het kasteel werd nauwelijks beschadigd. Old Lachlan Castle werd vervolgens verlaten.
In 1790 betrokken de Lachlans een nieuw gebouw vlakbij, een landhuis met een kasteelachtig uiterlijk, dat eveneens Castle Lachlan werd genoemd. Old Castle Lachlan verviel en werd niet gerepareerd.
Rond 1900 werd Old Castle Lachlan gestabiliseerd en gerepareerd, waarbij vele raam- en deuropeningen alsmede trappen en haarden werden dichtgemetseld.
Old Castle Lachlan werd in 1971 aangewezen als een Categorie A-monument.

## Bouw
Old Castle Lachlan werd gebouwd op een rotsverhoging aan de noordzijde van Lachlan Bay, aan de oostzijde van Loch Fyne, en overheerste daarmee de toegang tot de baai.
De plattegrond van Old Castle Lachlan lijkt op een rechthoek waarvan de lengteas noordwest-zuidoost loopt. Het kasteel is 21,3 bij 16,5 meter groot en dertien meter hoog. Het kasteel is omringd door een muur en heeft slechts één toegang. Het kasteel bestaat binnen de omwalling uit een noordoostelijke en een zuidwestelijke vleugel, die van elkaar worden gescheiden door een smalle, centrale binnenplaats. Deze binnenplaats is 3,8 meter bij 10,4 meter groot. Het kasteel telde vier verdiepingen. Via een wenteltrap die zich aan de noordzijde van de binnenplaats bevond, konden de hogere etages worden bereikt.
In de zuidwestelijke vleugel bevonden zich gewelfde kelders, waarvan de meest zuidelijke kelder diende als keuken. Op de verdieping erboven was de hal, die kon worden bereikt via een trap aan de zuidzijde van de vleugel. In de noordoostelijke vleugel bevonden zich de privévertrekken van de bewoners van het kasteel.

## Beheer
Old Castle Lachlan is eigendom van de clan MacLachlan van MacLachlan. Het kasteel wordt beheerd door de The Lachlan Trust.